# 삼성 갤럭시 와이드3
삼성 갤럭시 와이드3는 2018년 삼성전자에서 공개된 보급형 스마트폰이다.

## 같이 보기
- 삼성 갤럭시 와이드
- 삼성 갤럭시 와이드2
- 삼성 갤럭시 와이드4
- 삼성 갤럭시 와이드5